# Frank Fournier
Frank Fournier (nacido en 1948) es un fotógrafo francés. Antes de convertirse en fotógrafo, estudió la carrera de medicina, como su padre, quien era un cirujano. Se trasladó a la Ciudad de Nueva York y se convirtió en parte del personal de fotógrafos en Contacto Prensa de  Imágenes (Contact Press Images) en 1982 después de unirse a la oficina de personal en 1977. Él es conocido por su cobertura de la tragedia de Armero en Colombia; el volcán Nevado del Ruiz entró en erupción, provocando un alud de lodo en el que murieron más de 30.000 personas. Su retrato de Omayra Sánchez, niña de 13 años de edad, atrapada bajo los escombros de su casa, en 1985 ganó el World Press Photo award.